# Модус (лингвистика)
Модус — отношение говорящего к суждению или более широко часть высказывания, отличная от пропозиции (диктума). В каждом предложении есть два типа номинативных значений: пропозиция и модус. В пропозиции выражается суждение, а в модусе отношение.

## История термина
Разделять высказывание на модус и диктум впервые предложил Шарль Балли, внеся существенный вклад в трактовку модальности в лингвистике. Идея Ш.Балли позволила углубить знание лингвистической структуры высказывания как единицы речи и положила начало целому направлению, связанному с разработкой классификации модусов. Н. Д. Арутюнова классифицирует модусы по четырём планам: сенсорному, ментальному (эпистемическому), эмотивному и волитивному. Широко известна и используется классификация модальных рамок высказывания Г. А. Золотовой. Оригинальная классификация модусов на основе понятия отчуждённого знания дана в работе В. А. Яцко.

## Примеры
Рассмотрим такие выражения как 'Я знаю, что он прав', 'Я считаю, что он прав', 'Мне кажется, что он прав'. В первом случае истинность пропозиции не ставится под сомнение (модус знания); во втором случае истинность пропозиции выводится логическим путём (модус мнения); в третьем высказывании истинность пропозиции ставится под сомнение, допускается альтернативный вариант. Таким образом, смысл высказывания определяется не только номинативным планом, но и модальным планом. Очевидно, что указанные высказывания могут использоваться в разных ситуациях и требуют разных контекстов, несмотря на совпадение пропозиций.